# Teodor Comnen Dukas

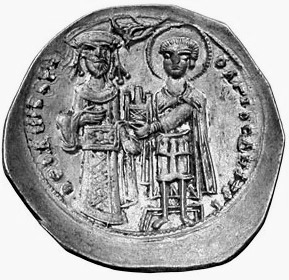
Theodor Comnen (în stânga), primind binecuvântarea de la Sfântul Dimitrie

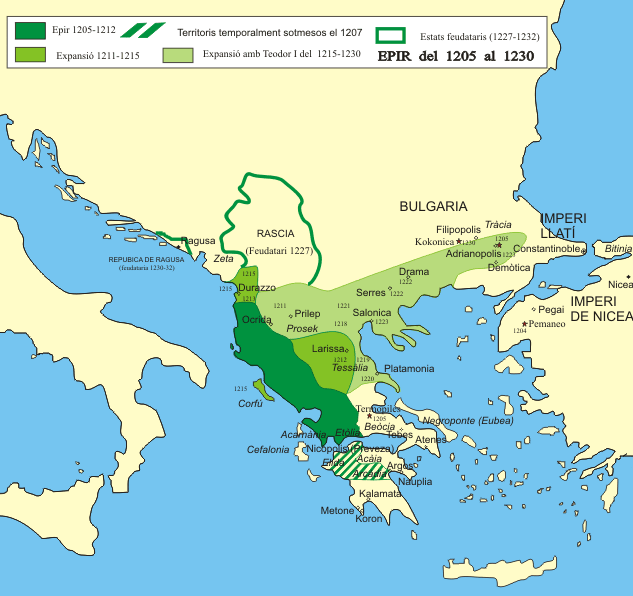
Expansiunea despotatului Epirului în vremea lui Theodor Dukas

Theodor Comnen Dukas (Θεόδωρος Κομνηνός Δούκας, Theodōros Komnēnos Doukas) (n. cca. 1180/1185 - d. cca. 1253) a fost conducător al despotatului Epirului între 1215 și 1230 și al Salonicului între 1224 și 1230.

## Viața și domnia
Theodor a fost fiul legitim al sebastocratorului Ioan Dukas și al nobilei bizantine Zoe Doukaina. Prin aceasta, era văr primar cu împărații din dinastia Anghelos, Isaac al II-lea și Alexios al III-lea, și frate vitreg cu întemeietorul principatului Epirului în urma evenimentelor Cruciadei a patra, Mihail I Comnen Dukas.
Aflat inițial în serviciul lui Theodor I Laskaris, proclamat împărat la Niceea, Theodor s-a alăturat ulterior fratelui său vitreg Mihail în Epir din cca. 1210. După ce Mihail a murit asasinat, Theodor i-a preluat locul și a inițiat o politică de expansiune agresivă după ce s-a aliat cu clanurile vecine din Serbia și Albania. Profitând de temporara slăbiciune din Bulgaria și din Regatul cruciat de Salonic, Theodor a achiziționat în mod gradual cea mai mare parte din Macedonia, inclusiv Ohrid, și, din cca. 1216, Thessalia. În 1217, atunci când noul împărat ales al Constantinopolului, Petru al II-lea de Courtenay a intenționat să străbată Epirul pentru a ajunge la Constantinopol, Theodor l-a atacat și l-a luat în captivitate. În 1220, Theodor a cucerit orașul Beroia, iar în 1221 a intrat în posesia orașelor Serres și Drama, încercuind astfel Salonicul. În 1224 a desăvârșit cucerirea Regatului de Salonic prin capturarea capitalei acestuia.

## Pretențiile imperiale
Încrezător de pe urma acestor repetate succese militare, Theodor a hotărât să se încoroneze ca împărat (în 1225 sau 1227) de către arhiepiscopul autocefal de Ohrid, Demetrios Chomatianos.
În continuare, forțele lui Theodor au avansat în zona coastei Mării Egee dinspre Tracia, iar în 1225 a capturat Adrianopolul și regiunile adiacente din Tracia, aflate în acel moment în posesia Imperiului de la Niceea.

## Confruntarea cu bulgarii
Îngrijorat de alianța încheiată între țarul Ioan Asan al II-lea al Bulgaria și latinii din Constantinopol, Theodor a încălcat în 1230 tratatul pe care îl avea cu Ioan Asan și a invadat Bulgaria cu o puternică armată, întărită cu mercenari occidentali. Punând textul tratatului încălcat în vârful unei sulițe pe post de steag, țarul bulgar și-a adunat trupele și i-a administrat lui Theodor o înfrângere zdrobitoare în Bătălia de la Klokotnița, din 9 martie 1230. Theodor însuși a fost capturat și a rămas prizonier la Veliko Tarnovo vreme de șapte ani. La un moment dat, fiind implicat într-un complot împotriva lui Ioan Asan, a fost orbit de către țarul bulgar.
Ca urmare a victoriei categorice din 1230, stăpânirile lui Theodor au fost împărțite între Ioan Asan al II-lea (care a achiziționat Tracia, Macedonia și Albania), frații lui Theodor Manuel (care a dobândit Salonicul) și Constantin (care a căpătat Acarnania), și nepotul lui Theodor Mihail al II-lea (care a rămas să stăpânească Epirul).
În 1237, Theodor a fost eliberat din captivitate de către Ioan Asan, care a luat-o în căsătorie pe fiica sa, Irina. Theodor l-a alungat pe fratele său Manuel din Salonic, oferind orașul fiului său Ioan Comnen Dukas, după care s-a retras la Vodena. De aici, a căutat să îi împace pe membrii familiei sale împotriva tot mai amenințătoarei avansări a împăratului de la Niceea, Ioan al III-lea Ducas Vatatzes, care devenea tot mai hotărât să ocupe Salonicul.
După moartea țarului Ioan Asan al II-lea din 1241, împăratul Ioan Vatatzes l-a invitat pe Theodor la o întâlnire, în cadrul căreia l-a reținut, după care, în 1242, pornind în marș împotriva Salonicului, l-a legat pe Theodor cu un odgon în fruntea trupelor niceene. Theodor a fost trimis de către Vatatzes să negocieze cu fiul său și să îl determine să renunțe la rangul de despot al Salonicului, oferindu-l împăratului de la Niceea. Abia în 1246, Ioan Vatatzes a reușit să îl detroneze pe fiul mai tânăr al lui Theodor, Demetrios Angelos Dukas, și să anexeze Salonicul. În 1252, Vatatzes l-a arestat din nou pe Theodore, trimițându-l în exil la Niceea, unde acesta se va stinge din viață în cca. 1253.

## Familia
De la soția sa, Maria Petraliphaina (sora sebastokratōr-ului Ioan Petraliphas), Theodor Dukas a avut patru copii:
1. Ana Comnena Doukaina, căsătorită cu regele Ștefan Radoslav al Serbiei
2. Ioan Comnen Dukas, care a stăpânit Salonic din 1237
3. Irina Comnena, căsătorită cu țarul Ioan Asan al II-lea al Bulgariei
4. Demetrios Comnen Dukas, care a stăpânit Salonic din 1244